# اروین رایتر
اروین رایتر (انگلیسی: Erwin Righter; ۷ مارس ۱۸۹۷ – ۶ سپتامبر ۱۹۸۵) بازیکن راگبی ۱۵ نفره و بازیکن بسکتبال اهل ایالات متحده آمریکا بود.